# British Academy Film Awards 2003

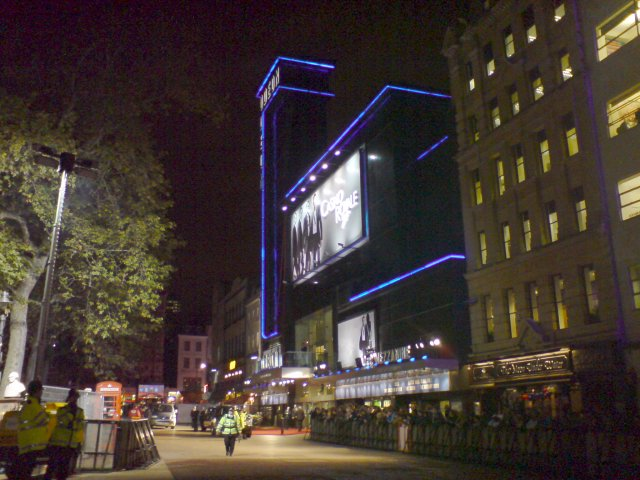
Odeon Leicester Square, der Veranstaltungsort

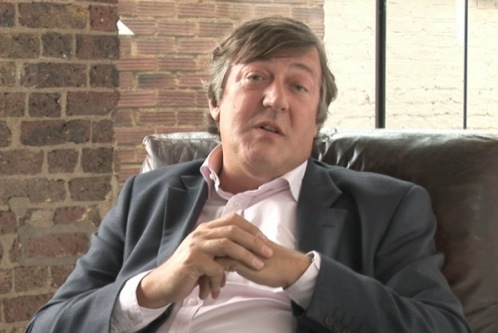
Stephen Fry, der Gastgeber der Veranstaltung

Die 56. Verleihung der British Academy Film Awards fand am 23. Februar 2003 im Odeon Leicester Square in London statt. Die Filmpreise der British Academy of Film and Television Arts (BAFTA) wurden in 21 Kategorien verliehen, hinzu kamen drei Ehrenpreis-Kategorien. Die Verleihung zeichnete Filme des Jahres 2002 aus. Gastgeber der Veranstaltung war der britische Schauspieler und Moderator Stephen Fry, der zum dritten Mal in Folge diese Funktion übernommen hatte.
| Film                                       | N  | A |
| ------------------------------------------ | -- | - |
| Chicago                                    | 12 | 2 |
| Gangs of New York                          | 12 | 1 |
| The Hours – Von Ewigkeit zu Ewigkeit       | 11 | 2 |
| Der Herr der Ringe – Die zwei Türme        | 9  | 2 |
| Der Pianist                                | 7  | 2 |
| Adaption – Der Orchideen-Dieb              | 4  | 1 |
| Catch Me If You Can                        | 4  | 1 |
| Frida                                      | 4  | 1 |
| Road to Perdition                          | 3  | 2 |
| The Warrior                                | 3  | 2 |
| Harry Potter und die Kammer des Schreckens | 3  | 0 |
| Sprich mit ihr                             | 2  | 2 |
| City of God                                | 2  | 1 |
| About a Boy oder: Der Tag der toten Ente   | 2  | 0 |
| Kleine schmutzige Tricks                   | 2  | 0 |
| Die unbarmherzigen Schwestern              | 2  | 0 |
| Y tu mamá también – Lust for Life          | 2  | 0 |

## Preisträger und Nominierungen
Mehrere Filme waren als Favoriten in die Verleihung gegangen und hatten zehn oder mehr Nominierungen erhalten. Gangs of New York (12 Nominierungen), Chicago (12), The Hours – Von Ewigkeit zu Ewigkeit (11) und Der Herr der Ringe: Die zwei Türme (10) konnten jedoch nicht mehr als zwei Filmpreise gewinnen; Gangs of New York erhielt nur eine Auszeichnung, Der Herr der Ringe: Die zwei Türme wurde zusätzlich mit dem Publikumspreis geehrt. Gewinner waren eher Außenseiter, darunter Sprich mit ihr mit zwei Auszeichnungen bei zwei Nominierungen und Road to Perdition mit zwei von drei möglichen Preisen. In den Hauptkategorien Bester Film und Beste Regie setzte sich Roman Polańskis Der Pianist durch.

### Bester Film
Der Pianist (The Pianist) – Roman Polański, Robert Benmussa, Alain Sarde
Chicago – Martin Richards
Gangs of New York – Alberto Grimaldi, Harvey Weinstein
Der Herr der Ringe: Die zwei Türme (The Lord of the Rings: The Two Towers) – Barrie M. Osborne, Fran Walsh, Peter Jackson
The Hours – Von Ewigkeit zu Ewigkeit (The Hours) – Scott Rudin, Robert Fox

### Bester britischer Film
The Warrior – Bertrand Faivre, Asif Kapadia
Kleine schmutzige Tricks (Dirty Pretty Things) – Tracey Seaward, Robert Jones, Stephen Frears
The Hours – Von Ewigkeit zu Ewigkeit (The Hours) – Scott Rudin, Robert Fox, Stephen Daldry
Kick It Like Beckham (Bend It Like Beckham) – Deepak Nayar, Gurinder Chadha
Die unbarmherzigen Schwestern (The Magdalene Sisters) – Frances Higson, Peter Mullan

### Beste Regie
Roman Polański – Der Pianist (The Pianist)
Stephen Daldry – The Hours – Von Ewigkeit zu Ewigkeit (The Hours)
Peter Jackson – Der Herr der Ringe – Die zwei Türme (The Lord of the Rings: The Two Towers)
Rob Marshall – Chicago
Martin Scorsese – Gangs of New York

### Bester Hauptdarsteller
Daniel Day-Lewis – Gangs of New York
Adrien Brody – Der Pianist (The Pianist)
Nicolas Cage – Adaption – Der Orchideen-Dieb (Adaptation)
Michael Caine – Der stille Amerikaner (The Quiet American)
Jack Nicholson – About Schmidt

### Beste Hauptdarstellerin
Nicole Kidman – The Hours – Von Ewigkeit zu Ewigkeit (The Hours)
Halle Berry – Monster’s Ball
Salma Hayek – Frida
Meryl Streep – The Hours – Von Ewigkeit zu Ewigkeit (The Hours)
Renée Zellweger – Chicago

### Bester Nebendarsteller
Christopher Walken – Catch Me If You Can
Ed Harris – The Hours – Von Ewigkeit zu Ewigkeit (The Hours)
Chris Cooper – Adaption – Der Orchideen-Dieb (Adaptation)
Alfred Molina – Frida
Paul Newman – Road to Perdition

### Beste Nebendarstellerin
Catherine Zeta-Jones – Chicago
Toni Collette – About a Boy oder: Der Tag der toten Ente (About a Boy)
Queen Latifah – Chicago
Julianne Moore – The Hours – Von Ewigkeit zu Ewigkeit (The Hours)
Meryl Streep – Adaption – Der Orchideen-Dieb (Adaptation)

### Bestes adaptiertes Drehbuch
Charlie Kaufman – Adaption – Der Orchideen-Dieb (Adaptation)
Peter Hedges, Chris Weitz, Paul Weitz – About a Boy oder: Der Tag der toten Ente (About a Boy)
Jeff Nathanson – Catch Me If You Can
David Hare – The Hours – Von Ewigkeit zu Ewigkeit (The Hours)
Ronald Harwood – Der Pianist (The Pianist)

### Bestes Original-Drehbuch
Pedro Almodóvar – Sprich mit ihr (Hable con ella)
Alfonso Cuarón, Carlos Cuarón – Y tu mamá también – Lust for Life (Y tu mamá también)
Steven Knight – Kleine schmutzige Tricks (Dirty Pretty Things)
Jay Cocks, Steven Zaillian, Kenneth Lonergan – Gangs of New York
Peter Mullan – Die unbarmherzigen Schwestern (The Magdalene Sisters)

### Beste Filmmusik
Philip Glass – The Hours – Von Ewigkeit zu Ewigkeit (The Hours)
Danny Elfman, John Kander, Fred Ebb – Chicago
Wojciech Kilar – Der Pianist (The Pianist)
Howard Shore, Robbie Robertson, The Edge – Gangs of New York
John Williams – Catch Me If You Can

### Beste Kamera
Conrad L. Hall – Road to Perdition
Dion Beebe – Chicago
Michael Ballhaus – Gangs of New York
Andrew Lesnie – Der Herr der Ringe: Die zwei Türme (The Lord of the Rings: The Two Towers)
Paweł Edelman – Der Pianist (The Pianist)

### Bester Ton
Michael Minkler, Dominick Tavella, David Lee, Maurice Schell – Chicago
Tom Fleischman, Ivan Sharrock, Eugene Gearty, Philip Stockton – Gangs of New York
Randy Thom, Dennis Leonard, John Midgley, Ray Merrin, Graham Daniel, Rick Kline – Harry Potter und die Kammer des Schreckens (Harry Potter and the Chamber of Secrets)
Ethan Van der Ryn, David Farmer, Mike Hopkins, Hammond Peek, Christopher Boyes, Michael Semanick, Michael Hedges – Der Herr der Ringe: Die zwei Türme (The Lord of the Rings: The Two Towers)
Jean-Marie Blondel, Dean Humphreys, Gérard Hardy – Der Pianist (The Pianist)

### Beste Kostüme
Ngila Dickson, Richard Taylor – Der Herr der Ringe: Die zwei Türme (The Lord of the Rings: The Two Towers)
Mary Zophres – Catch Me If You Can
Colleen Atwood – Chicago
Julie Weiss – Frida
Sandy Powell – Gangs of New York

### Beste Maske
Judy Chin, Beatrice De Alba, John E. Jackson, Regina Reyes – Frida
Jordan Samuel, Judi Cooper-Sealy – Chicago
Manlio Rocchetti, Aldo Signoretti – Gangs of New York
Ivana Primorac, Conor O’Sullivan, Jo Allen – The Hours – Von Ewigkeit zu Ewigkeit (The Hours)
Peter Owen, Peter Swords King, Richard Taylor – Der Herr der Ringe: Die zwei Türme (The Lord of the Rings: The Two Towers)

### Bestes Szenenbild
Dennis Gassner – Road to Perdition
John Myhre – Chicago
Dante Ferretti – Gangs of New York
Stuart Craig – Harry Potter und die Kammer des Schreckens (Harry Potter and the Chamber of Secrets)
Grant Major – Der Herr der Ringe: Die zwei Türme (The Lord of the Rings: The Two Towers)

### Bester Schnitt
Daniel Rezende – City of God (Ciudade de Deus)
Martin Walsh – Chicago
Thelma Schoonmaker – Gangs of New York
Peter Boyle – The Hours – Von Ewigkeit zu Ewigkeit (The Hours)
Michael Horton, Jabez Olssen – Der Herr der Ringe: Die zwei Türme (The Lord of the Rings: The Two Towers)

### Beste visuelle Effekte
Jim Rygiel, Joe Letteri, Alex Funke, Randall William Cook – Der Herr der Ringe: Die zwei Türme (The Lord of the Rings: The Two Towers)
R. Bruce Steinheimer, Michael Owens, Edward Hirsh, Jon Alexander – Gangs of New York
Jim Mitchell, Nick Davis, John Richardson, Bill George, Nick Dudman – Harry Potter und die Kammer des Schreckens (Harry Potter and the Chamber of Secrets)
Scott Farrar, Michael Lantieri, Nathan McGuinness, Henry LaBounta – Minority Report
John Dykstra, Scott Stokdyk, John Frazier, Anthony LaMolinara – Spider-Man

### Beste Nachwuchsleistung
Asif Kapadia – The Warrior
Duncan Roy – AKA
Simon Bent – Christie Malrys blutige Buchführung (Christie Malry’s Own Double-Entry)
Lucy Darwin – Lost in La Mancha

### Bester animierter Kurzfilm
Fish Never Sleep – Gaëlle Denis
Die Chubbchubbs! (The Chubbchubbs) – Jacquie Barnbrook, Eric Armstrong, Jeff Wolverton
The Dog Who Was a Cat Inside – Andrew Ruhemann, Siân Rees, Siri Melchior
Sap – Lucie Wenigerová, Hyun-Joo Kim
Wedding Espresso – Jonathan Bairstow, Sandra Ensby, Lesley Glaister

### Bester Kurzfilm
My Wrongs 8245-8249 And 117 – Mark Herbert, Chris Morris
Bouncer – Natasha Carlish, Sophie Morgan, Michael Baig-Clifford, Geoff Thompson
Candy Bar Kid – Benjamin Johns, Shan Khan
Good Night – Yoav Factor, Sun-Young Chun
The Most Beautiful Man in the World – Hugh Welchman, Alicia Duffy
Rank – Andrew O’Connell, David Yates, Robbie McCallum

### Bester nicht-englischsprachiger Film
Sprich mit ihr (Hable con ella), Spanien – Agustín Almodóvar, Pedro Almodóvar
City of God (Cidade de Deus), Brasilien – Andrea Barata Ribeiro, Mauricio Andrade Ramos, Fernando Meirelles
Devdas – Flamme unserer Liebe (देवदास, Devadās), Indien – Bharat Shah, Sanjay Leela Bhansali
The Warrior, Großbritannien/Frankreich/Deutschland/Indien – Bertrand Faivre, Asif Kapadia
Y tu mamá también – Lust for Life (Y tu mamá también), Mexiko – Jorge Vergara, Alfonso Cuarón

## Ehrenpreise

### Academy Fellowship
- Saul Zaentz – US-amerikanischer Filmproduzent
- David Jason – britischer Schauspieler

### Herausragender britischer Beitrag zum Kino (Michael Balcon Award)
(Outstanding British Contribution to Cinema)
- Michael Stevenson, David Tomblin – Regieassistenten

### Publikumspreis(Orange Film of the Year)
- Der Herr der Ringe: Die zwei Türme (The Lord of the Rings: The Two Towers)